# AMF Futsal World Cup
Seit 1982 wird von der Federación Internacional de Fútbol de Salón (FIFUSA 1971–2002) bzw. Asociación Mundial de Futsal (AMF ab 2003) der AMF Futsal World Cup für Nationalmannschaften ausgetragen. Dieses Turnier ist nicht zu verwechseln mit der von der FIFA seit 1989 veranstalteten Futsal-Weltmeisterschaft.

## Modus
Aktuell gilt folgender Modus: Gespielt wird in vier Gruppen zu je vier Mannschaften in einfacher Runde Jeder gegen Jeden. Die jeweils Gruppenersten und -zweiten qualifizieren sich für die K.-o.-Runde, die mit dem Viertelfinale beginnt und mit dem Finale einschließlich des Spiels um Platz 3 endet.

## Die Turniere im Überblick
| Jahr         | Austragungsort(e)                | Finale          | Finale         | Finale      | Spiel um Platz drei | Spiel um Platz drei  | Spiel um Platz drei |
| Jahr         | Austragungsort(e)                | AMF-Weltmeister | Ergebnis       | 2. Platz    | 3. Platz            | Ergebnis             | 4. Platz            |
| ------------ | -------------------------------- | --------------- | -------------- | ----------- | ------------------- | -------------------- | ------------------- |
| 1982 Details | São Paulo (Brasilien)            | Brasilien       | 1:0            | Paraguay    | Uruguay             | 0:0 n. V. 2:1 i.6mS. | Kolumbien           |
| 1985 Details | Madrid (Spanien)                 | Brasilien       | 3:1            | Spanien     | Paraguay            | 10:3                 | Argentinien         |
| 1988 Details | Melbourne (Australien)           | Paraguay        | 2:1            | Brasilien   | Spanien             | 5:1                  | Portugal            |
| 1991 Details | Mailand (Italien)                | Portugal        | 1:1 3:2 i.6mS. | Paraguay    | Brasilien           |                      | Bolivien            |
| 1994 Details | Buenos Aires (Argentinien)       | Argentinien     | 2:1 n. V.      | Kolumbien   | Uruguay             | 1:0                  | Brasilien           |
| 1997 Details | Guadalajara / Monterrey (Mexiko) | Venezuela       | 4:0            | Uruguay     | Brasilien           |                      | Russland            |
| 2000 Details | La Paz (Bolivien)                | Kolumbien       | 3:3 3:1 i.6mS. | Bolivien    | Argentinien         | 6:6 6:5 i.6mS.       | Russland            |
| 2003 Details | Asunción (Paraguay)              | Paraguay        | Ligasystem     | Kolumbien   | Bolivien            | Ligasystem           | Peru                |
| 2007 Details | Argentinien                      | Paraguay        | 1:0            | Argentinien | Kolumbien           | 6:4                  | Peru                |
| 2011 Details | Kolumbien                        | Kolumbien       | 8:2            | Paraguay    | Argentinien         | 8:4                  | Russland            |
| 2015 Details | Belarus                          | Kolumbien       | 4:0            | Paraguay    | Argentinien         | 7:1                  | Belgien             |
| 2019 Details | Argentinien                      | Argentinien     | 3:2            | Brasilien   | Paraguay            | 11:1                 | Südafrika           |
| 2023 Details | Mexiko                           | Paraguay        | 6:1            | Uruguay     | Kolumbien           | 2:0                  | Katalonien          |

### Rangliste
| Rang | Land        | Titel | Jahre                  | 2. Platz | 3. Platz | 4. Platz |
| ---- | ----------- | ----- | ---------------------- | -------- | -------- | -------- |
| 1    | Paraguay    | 4     | 1988, 2003, 2007, 2023 | 4        | 2        | /        |
| 2    | Kolumbien   | 3     | 2000, 2011, 2015       | 2        | 2        | 1        |
| 3    | Brasilien   | 2     | 1982, 1985             | 2        | 2        | 1        |
| 4    | Argentinien | 2     | 1994, 2019             | 1        | 3        | 1        |
| 5    | Portugal    | 1     | 1991                   | /        | /        | 1        |
| 6    | Venezuela   | 1     | 1997                   | /        | /        | /        |
| 7    | Uruguay     |       |                        | 2        | 2        | /        |
| 8    | Bolivien    |       |                        | 1        | 1        | 1        |
| 9    | Spanien     |       |                        | 1        | 1        | /        |
| 10   | Russland    |       |                        | /        | /        | 3        |
| 11   | Peru        |       |                        | /        | /        | 2        |
| 12   | Belgien     |       |                        | /        | /        | 1        |
|      | Südafrika   |       |                        | /        | /        | 1        |
|      | Katalonien  |       |                        | /        | /        | 1        |